# Zenos Frudakis

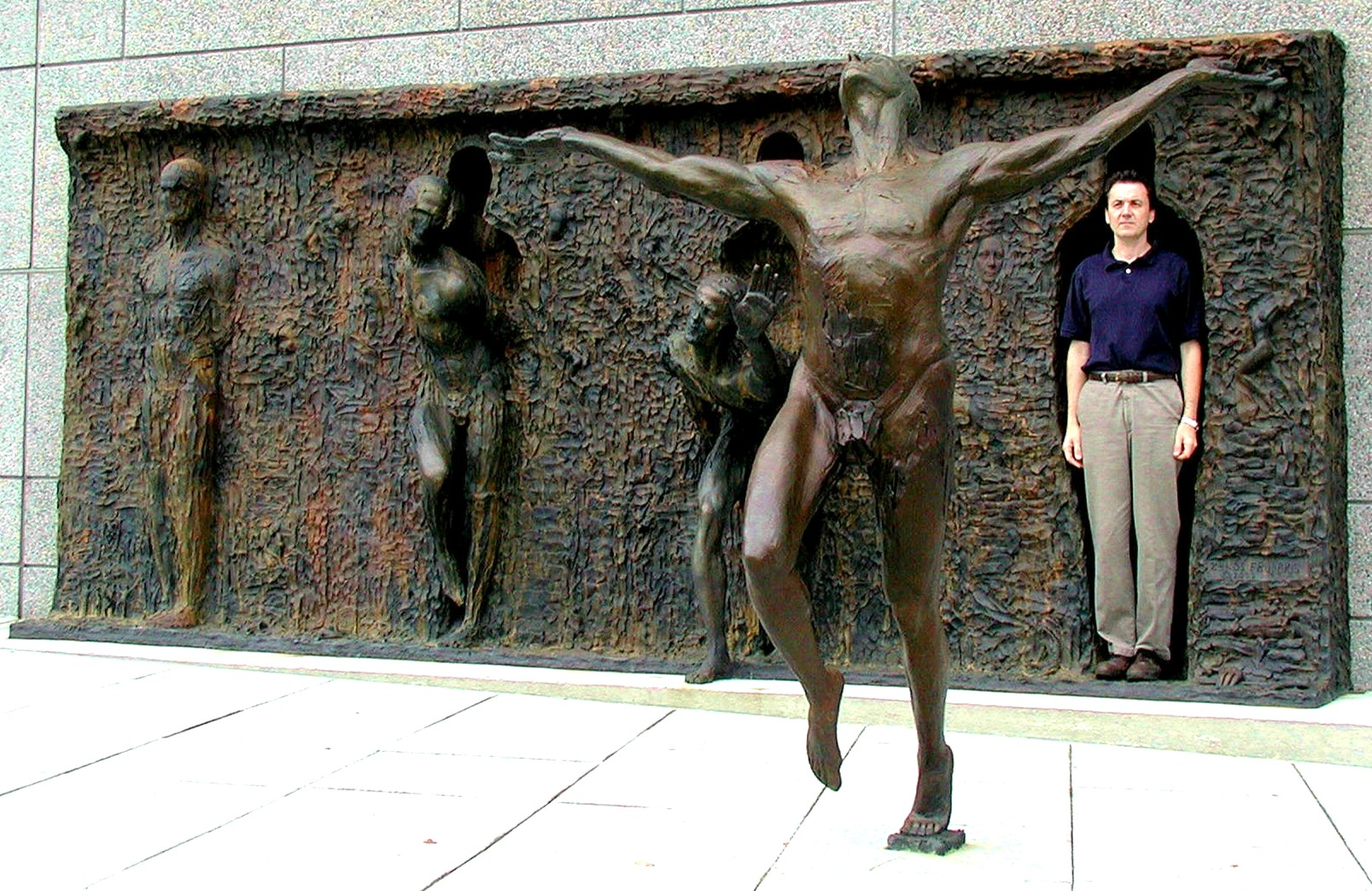
Freedom, 2001. GlaxoSmithKline World Headquarters, Philadelphia.

Zenos Frudakis (* 17. Juli 1951 in San Francisco) ist ein US-amerikanischer Bildhauer.
Er lebt und arbeitet in der Nähe von Philadelphia. Seine oft monumentalen Werke stehen u. a. im Skulpturenpark Brookgreen Gardens in South Carolina, im New Yorker Lotos Club, im Utsukushi ga-hara Freilicht-Museum in Ueda, in der National Academy of Design; in der US-Botschaft in Pretoria – sowie in Unternehmen, Institutionen und privaten Sammlungen.

## Leben

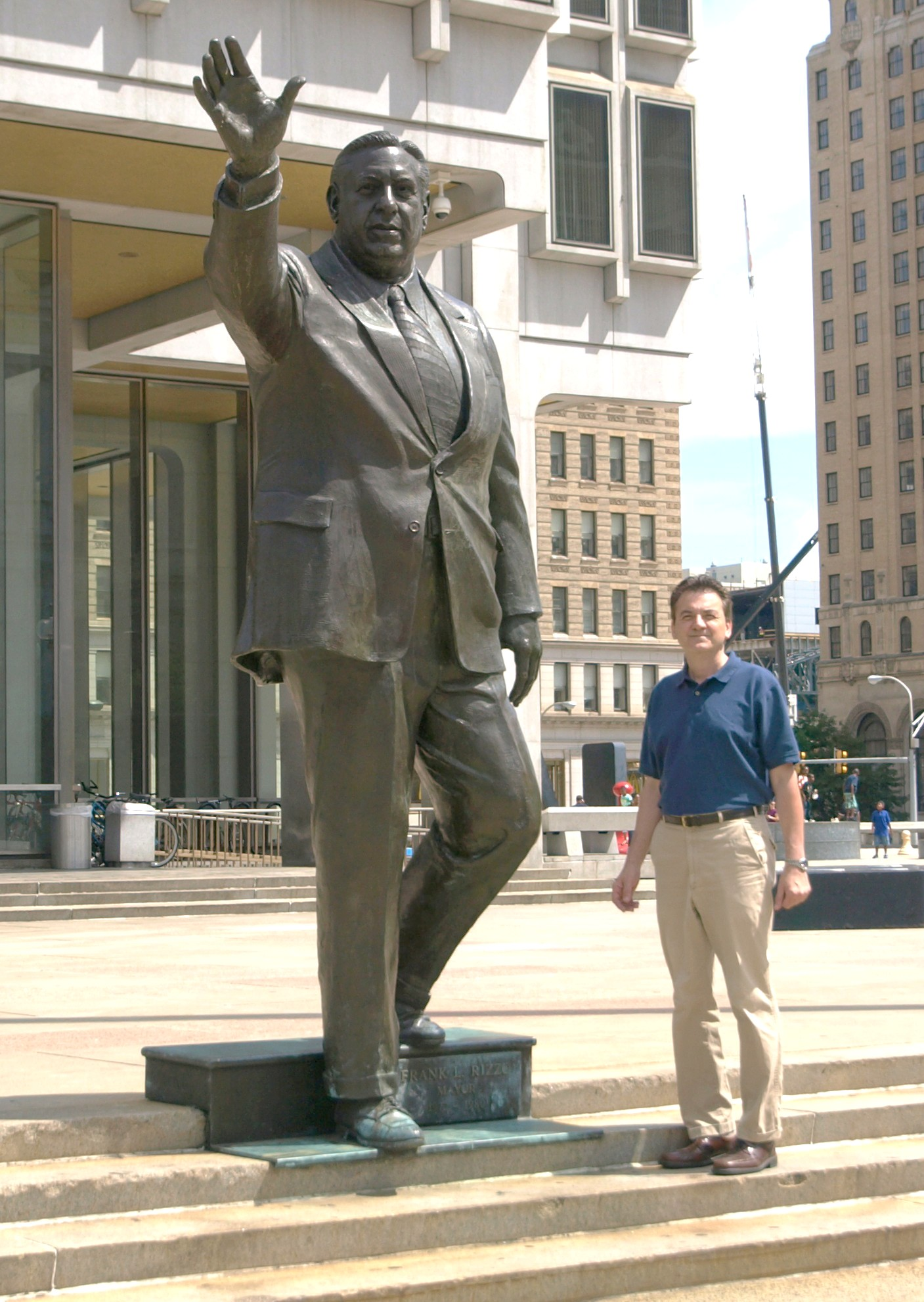
Frudakis neben seiner Skulptur des ehem. Bürgermeisters von Philadelphia, Frank Rizzo

Sein Vater war der griechische Musiker und Dichter Vasilis Frudakis. Zenos Frudakis wuchs auf in Wheeling (West Virginia) und Gary (Indiana), wo er in den Stahlwerken arbeitete. Er begann sehr früh mit der Bildhauerei und ging 1972 nach Philadelphia, um an der Pennsylvania Academy of the Fine Arts zu studieren. Zu seinen Lehrern gehörten zwei Gewinner des Prix de Rome: sein älterer Bruder Evangelos Frudakis und der Maler James Hanes. An der University of Pennsylvania erwarb Zenos sowohl einen Bachelor als auch einen Master of Fine Arts.

## Auszeichnungen und Preise
Frudakis wurde von Walker Hancock und Donald DeLue zur Aufnahme in die National Sculpture Society nominiert und war der jüngste Bildhauer, der dort aufgenommen wurde. Von 1988 bis 1992 gehörte er dort auch dem Vorstand (Board of Directors) an. 1993 wurde er zum Mitglied (NA) in die National Academy of Design gewählt.
1990 wurde Frudakis zur Teilnahme an der dritten Rodin-Ausstellung in Japan eingeladen, wo er den Hakone-Preis im Utsukushi-ga-hara Freilicht-Museum gewann. Das Museum erwarb einen Abguss von Frudakis’ Skulptur Reaching.

## Ausstellungen
- National Academy of Design, New York, and National Sculpture Society Juried Annual Group Shows 1980s – 2009
- Atwater Kent Museum, Philadelphia, 2005
- Philadelphia International Airport, 2004
- Fleisher Museum, Scottsdale, AZ, Masterworks of American Sculpture, 1999[10]
- Hakone Open-Air Museum, Japan, Rodin Grand Prize Exhibition, 1990
- Chesterwood, Stockbridge (Massachusetts), 1988
- Institute of Contemporary Art, Group Shows, Philadelphia, PA, 1983